# Rue Jean-Louis-Forain (Reims)
La rue Jean-Louis-Forain est une voie de la commune française de Reims, située au sein du département de la Marne, en région Grand Est.

## Situation et accès
La rue Jean-Louis-Forain appartient administrativement au Quartier Maison-Blanche - Sainte-Anne - Wilson à Reims et porte ce nom depuis 1834.
Elle relie la rue de la Maison-Blanche à rue de la Bonne-Femme, par une voie à double sens et porte le nom de l'artiste rémois Jean-Louis Forain.

## Origine du nom
Cette rue porte le nom du peintre Jean-Louis Forain (1852-1931).

## Historique
Ancienne « rue Sainte-Marie » elle prend sa dénomination actuelle en 1934.